# Amor de hombre (álbum)
Amor de hombre es el decimotercer disco del grupo vocal español Mocedades, grabado en 1982.
En este disco, al estar Izaskun Uranga de baja por enfermedad, en su sustitución grabó algunos temas su hermana Idoia Uranga, siendo ella la solista del tema "Necesitando tu amor".
"Amor de hombre", "Le llamaban loca" y "¿Dónde estás corazón?" fueron las canciones más importantes del LP, aunque se podría decir que la mayor parte de fueron muy conocidas, pues el disco tuvo un éxito comercial masivo.

## Canciones
1. "Corazón de fiesta"	(3:27)
2. "Necesitando tu amor"	(3:40)
3. "Amor de hombre"	(3:04)
4. "Talismán"		(2:38)
5. "Aire"		(3:09)
6. "¿Dónde estás corazón?"	(3:57)
7. "Sí o no"		(3:34)
8. "La reina contra el as" (3:05)
9. "Le llamaban loca"	(3:05)
10. "Hoy sin ti"		(3:37)